# Ludwig-Wünsche-Stiftung
Die Ludwig-Wünsche-Stiftung ist eine 1994 von der damaligen Wünsche Aktiengesellschaft (heutige Wünsche Group) in Hamburg gegründete Stiftung, die sich für Verständnis und Toleranz gegenüber Menschen mit Migrationshintergrund in Deutschland einsetzt.

## Namensgeber
Namensgeber ist Carl Constantin Ludwig Wünsche (1908–1985).

## Geschichte
1994 wurde die Stiftung von Kai Wünsche ins Leben gerufen. In der Öffentlichkeit bekannt geworden ist die Stiftung insbesondere durch den Ludwig-Wünsche-Preis. Dieser wurde an Personen verliehen, die sich besonders für die Völkerverständigung eingesetzt hatten. Die Preisverleihungen fanden regelmäßig in großem Rahmen, wie etwa 1999 mit anschließendem Staatsbankett mit Bundespräsident Johannes Rau im Schloss Bellvue, statt.
Seit 2012 vergab die Stiftung Stipendien für Intensivkurse für Deutsch als Fremdsprache für ausländische Schüler und Studenten in Kooperation mit dem Institut für Sprachen und Kommunikation in Ahrensburg.
In der jüngsten Vergangenheit lag der Schwerpunkt der Arbeit der Stiftung auf der Unterstützung von Projekten zur Integration von Menschen mit Migrationshintergrund, mit einem Fokus auf Kinder und Jugendliche.
Zu den bekannten Mitgliedern des Kuratoriums gehörten in der Vergangenheit unter anderem Wulf-Dietrich Köpke, der ehemalige Direktor des Museums am Rothenbaum und Hans-Dietrich Genscher, der ehemalige Minister der Bundesrepublik Deutschland.
Das Kuratorium der Stiftung besteht aktuell aus Ewald Aukes (Vorsitzender), Thomas Wünsche, Andreas Thomsen und Timo Fischer. Ehrenamtlicher Geschäftsführer ist Rainer Wünsche.

## Preisträger Ludwig-Wünsche-Preis
- 1995:  Ignatz Bubis
- 1996:  Richard von Weizsäcker
- 1997:  Nelson Mandela
- 1998:  Eduard Schewardnadse
- 1999:  Gyula Horn
- 2000:  Shimon Peres

## Aktuelle Förderungsprojekte
Im Sinne ihrer Satzung hat es sich die Ludwig-Wünsche-Stiftung zur Aufgabe gemacht, eine bestmögliche Integration von ausländischen Mitbürgern in unsere Gesellschaft zum Wohl des Gemeinwesens zu fördern. Hierzu unterstützt sie verschiedene Projekte verschiedener Träger. Dabei liegt der Fokus insbesondere auf der Förderung und Integration Kinder und Jugendlicher mit Migrationshintergrund.

## Förderer
- Kai Wünsche Sohn des Namensgebers der Stiftung
- Noah Wunsch übergab der Stiftung im März 2012 eines seiner Kunstwerke, dessen Erlös in die Stiftungsarbeit einfließen soll.